# Албина (Тимиш)
Албина (рум. Albina) насеље је у Румунији у округу Тимиш у општини Мошница Ноуа. Oпштина се налази на надморској висини од 90 m.

## Становништво
Према подацима из 2002. године у насељу је живело 279 становника, од којих су сви румунске националности.